# Miszewo Murowane
Miszewo Murowane – wieś sołecka w Polsce położona w województwie mazowieckim, w powiecie płockim, w gminie Bodzanów.
Prywatna wieś szlachecka, położona była w drugiej połowie XVI wieku w powiecie płockim województwa płockiego. Do 1954 roku siedziba wiejskiej gminy Miszewo Murowane.
W latach 1954–1972 wieś należała i była siedzibą władz gromady Miszewo Murowane. W latach 1975–1998 miejscowość administracyjnie należała do województwa płockiego.
We wsi znajduje się siedziba parafii pw. św. Anny.

## Zabytki
- Kościół gotycki z lat 1441-1446 pw. Wszystkich Świętych zbudowany na planie centralnym powielającym dokładnie kształt wielkopolskiego kościoła w Gosławicach z 1418 r. Kościół przykryto sklepieniami gwiaździstymi (prezbiterium – sześcioramiennym, aneksy – czteroramiennym). Po pożarze w 1744 roku kościół został odbudowany po 1780 roku w stylu barokowym. W 1860 roku przykryto nawę kopułą.
- Dwór klasycystyczny z portykiem zbudowany dla Tadeusza Lasockiego, obecnie Dom Pomocy Społecznej, wpisany do rej.: 578 z 23.02.1988
- Park dworski z XVIII wieku, przekształcony w wieku XIX.